# Бабинцева, Наталия Валерьевна
Наталия Валерьевна Бабинцева (20 ноября 1974 года, Москва) — кинорежиссёр, сценаристка, продюсер, журналистка, педагог. 

## Биография
Наталия Валерьевна Бабинцева родилась 20 ноября 1974 года в Москве. Училась на историческом факультете МГУ (кафедра истории Древнего мира).
В 1997 — 2002 годах работала заместителем главного редактора приложения Еx Libris-НГ к «Независимой газете».
В 2005 году окончила режиссёрский факультет ВГИКа (мастерская неигрового кино под руководством Алексея Ханютина и Геннадия Городнего).

## Фильмография
| Год  | Фильм                                   | Режиссёр  | Сценаристка | Продюсер  | Примечания                       |
| ---- | --------------------------------------- | --------- | ----------- | --------- | -------------------------------- |
| 2003 | «Недоросль»                             | зелёная ✓ | зелёная ✓   |           | документальный, короткометражный |
| 2005 | «Неместные»                             | зелёная ✓ | зелёная ✓   |           | документальный, короткометражный |
| 2010 | «Сказка для взрослых младшего возраста» | зелёная ✓ |             |           | игровой                          |
| 2010 | «Координаты утопии»                     |           | зелёная ✓   | зелёная ✓ | документальный                   |
| 2013 | «Остров и сокровища»                    | зелёная ✓ | зелёная ✓   |           | документальный, для ТВ           |
| 2015 | «Музей „Революция“»                     | зелёная ✓ | зелёная ✓   |           | документальный                   |

## Награды
| Год  | Фильм                                   | Награда                                                                            |
| ---- | --------------------------------------- | ---------------------------------------------------------------------------------- |
| 2010 | «Сказка для взрослых младшего возраста» | Приз за режиссуру фестиваля «Арткино»                                              |
| 2011 | «Сказка для взрослых младшего возраста» | Приз за лучший актерский ансамбль фестиваля дебютов «Святая Анна»                  |
|      | «Сказка для взрослых младшего возраста» | Приз за режиссуру международного фестиваля короткометражного кино фестиваля в Лаго |
| 2015 | «Музей „Революция“»                     | Приз за лучший неигровой фильм Международного кинофестиваля в Инсбруке             |